# Ettore Carlini
Ettore Carlini (Lanciano, província de Chieti, 27 d'agost de 1989) és un ciclista italià, professional des del 2017 i actualment membre de l'equip HG Cycling Team.

## Palmarès
- 2016
  - 1r a la Coppa Ciuffenna[1]
- 2021
  - 2n als campionats italians de mig fons[2]